# Canadas parlament
Canadas parlament er den føderale lovgivende nationalforsamling i Canada, med sæde i rigshovedstaden Ottawa.
Parlamentet består af tre komponenter:
- Monarken
- Senatet
- Underhuset.

Monarken repræsenteres almindeligvis af generalguvernøren, som udnævner 105 medlemmer af Senatet på premierministerens anbefaling. De 308 sæder i Underhuset er direkte folkevalgt gennem flertalsvalg i enmandskredse.

## Underhuset
Underhuset (House of Commons eller Chambre des communes) er det dominerende kammer i Parlamentet. Lovforslag skal vedtages af begge kamre, men det er yderst sjældent at Senatet forkaster propositioner som Underhuset har vedtaget. Canadas regering er kun afhængig af Underhusets tillid.

## Senatet
Senatet består af 105 medlemmer som sidder til de fylder 75 år. Ontario, Quebec, de maritime provinser (New Brunswick, Nova Scotia og Prince Edward Island) og de vestlige provinser (British Columbia, Alberta, Saskatchewan og Manitoba) har alle lige mange sæder. Antallet sæder for Newfoundland og Labrador, Northwest Territories, Yukon og Nunavut fordeles udenom disse regionale inddelinger.